# Pierre Malet
Pierre Malet (Saint-Tropez, 3 settembre 1955) è un attore francese.
È il fratello gemello di Laurent Malet.

## Filmografia

### Cinema
- Il figlio del gangster (Comme un boomerang), regia di José Giovanni (1976)
- Certi piccolissimi peccati (Un éléphant ça trompe énormément), regia di Yves Robert (1976)
- Il mondo nuovo (La Nuit de Varennes), regia di Ettore Scola (1982)
- Quartetto Basileus, regia di Fabio Carpi (1982)
- Francesca è mia, regia di Roberto Russo (1986)
- Ubac, regia di Jean-Pierre Grasset (1987)
- Burro, regia di José María Sánchez (1989)
- Streamfield, les carnets noirs, regia di Jean-Luc Miesch (2010)

### Televisione
- Le Siècle des lumières, regia di Claude Brulé – film TV (1976)
- Au plaisir de Dieu – miniserie TV, 1 puntata (1977)
- Un ours pas comme les autres – miniserie TV, 1 puntata (1978)
- Kakemono hôtel, regia di Franck Apprederis – film TV (1978)
- Achtung Zoll! – serie TV, episodio 3x5 (1980)
- Fantômas – miniserie TV, 4 puntate (1980)
- Le Vol d'Icare, regia di Daniel Ceccaldi – film TV (1980)
- Les Fiançailles de feu, regia di Pierre Bureau – film TV (1981)
- La Confusion des sentiments, regia di Étienne Périer – film TV (1981)
- Arcole ou la terre promise – miniserie TV, 6 puntate (1981)
- 1982: L'Amour s'invente (TV)
- 1983: Capitaine X (serial TV)
- 1984: L'Amour en héritage (serial TV)
- 1984: Il Quartetto Basileus
- 1985: La Part de l'autre (TV)
- 1985: L'Ordre (TV)
- 1989: Mortelle saison (TV)
- 1990: Das Geheimnis des gelben Geparden (TV)
- 1993: Total!
- 1993: La Fièvre monte à El Pao (TV)
- 1995: Un homme de cœur (TV)